# Rossella Falk

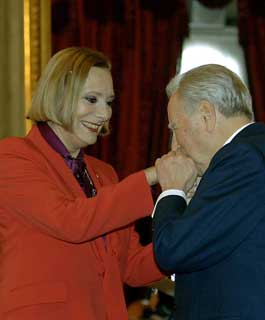
Rossella Falk mit dem italienischen Staatspräsidenten Carlo Azeglio Ciampi (2005)

Rossella Falk, gebürtig Rosa Antonia Falzacappa (* 10. November 1926 in Rom; † 5. Mai 2013 ebenda), war eine italienische Theater- und Filmschauspielerin.

## Leben
Rossella Falk erhielt 1947/48 ihre künstlerische Ausbildung an der Accademia d’Arte Drammatica im Rom. Es folgten noch im selben Jahr (1948) das erste Angebot vom Film und bald darauf auch vom Theater.
Auf der Bühne sah man Falk unter anderem 1949 in Pirandellos Sechs Personen suchen einen Autor, 1950 in Tennessee Williams’ Endstation Sehnsucht, 1953 in Goldonis Mirandolina, 1955 in Tschechows Drei Schwestern, 1976 in Dumas’ Die Kameliendame, 1982 in Schillers Maria Stuart, 1984 in Cocteaus Der Doppeladler und 1991 in Die schrecklichen Eltern desselben Autors. Ein später Erfolg war ihr 1998 in Ibsens Gespenster vergönnt. Auch nach 60 Jahren, im Jahre 2009, stand Rossella Falk auf der Bühne.
Von 1951 bis 1954 gehörte sie der renommierten Schauspieltruppe von Rina Morelli und Paolo Stoppa an, danach (1954) wirkte Falk eine Spielzeit am Piccolo Teatro Mailands und trat dort in einer Inszenierung Giorgio Strehlers auf sowie ein Jahr darauf an der Compagnia dei Giovani. Hier arbeitete sie mit (damaligen) Jungmimen wie Romolo Valli, Umberto Orsini und Giorgio De Lullo zusammen. In diesen frühen Jahren feierte Rossella Falk ihren Durchbruch als anerkannte Bühneninterpretin.
Zwar gab sie bereits 1948 ihren Einstand vor der Kamera, doch besaß der Film in Rossella Falks künstlerischem Wirken eher untergeordnete Bedeutung. Immerhin verpflichteten so angesehene Regisseure wie Federico Fellini, Nanni Loy, Robert Aldrich, Joseph Losey und Dario Argento die Römerin. Ihre bekannteste und wohl auch bedeutendste Rolle absolvierte sie 1962 mit der Rossella in Fellinis surrealistischer, autobiografisch angehauchter Komödie Achteinhalb. Das Gros ihrer Kinoauftritte beschränkt sich jedoch auf konventionelle Unterhaltungsware, die mit Filmen vom Schlage Das Rätsel des silbernen Halbmonds bisweilen nicht mal durchschnittliches Niveau erreichten.
Rossella Falk leitete von 1981 bis 1997 das Teatro Eliseo und hat auch eine Reihe von Preisen und Ehrungen erhalten.

## Filmografie
- 1948: Guarany
- 1953: Die Verrufenen (Donne proibite)
- 1960: Wind des Südens (Vento del Sud)
- 1961: Le donne di buon umore (TV-Film)
- 1963: Achteinhalb (8½)
- 1963: Giuseppe Verdi (TV-Serie)
- 1965: Made in Italy
- 1966: Modesty Blaise – Die tödliche Lady (Modesty Blaise)
- 1968: Große Lüge Lylah Clare (The Legend of Lylah Clare)
- 1970: Alba pagana
- 1971: Der schwarze Leib der Tarantel (La tarantola dal ventre nero)
- 1971: Ein schwarzer Tag für den Widder (Giornata nera per l’ariete)
- 1972: Das Rätsel des silbernen Halbmonds (Sette orchidee macchiate di rosso)
- 1972: Ein Mann geht aufs Ganze (L’assassino… è al telefono)
- 1974: Così è (se vi pare) (TV-Film)
- 1988: I giorni del commissario Ambrosio
- 1995: Storie d’amore con i crampi
- 2000: Sleepless (Nonhosonno)
- 2001: Il bello delle donne (TV-Serie)
- 2004: Madame (TV-Film)